# Боббі Еванс
Роберт "Боббі" Еванс (англ. Robert "Bobby" Evans, 16 липня 1927, Глазго — 1 вересня 2001, Ейрдрі) — шотландський футболіст, що грав на позиції захисника, зокрема, за клуб «Селтік», а також національну збірну Шотландії. По завершенні ігрової кар'єри — тренер.
Чемпіон Шотландії. Дворазовий володар кубка Шотландії і кубка Ліги. 

## Клубна кар'єра
Народився 16 липня 1927 року в місті Глазго. Вихованець футбольної школи клубу «Селтік». Дорослу футбольну кар'єру розпочав 1946 року в основній команді того ж клубу, в якій провів чотирнадцять сезонів, взявши участь у 384 матчах чемпіонату.  Більшість часу, проведеного у складі «Селтіка», був основним гравцем захисту команди. За цей час став чемпіоном Шотландії і по два рази володів кубком Шотландії та кубком Ліги. 
Згодом з 1960 по 1965 рік грав у складі команд «Челсі», «Ньюпорт Каунті», «Грінок Мортон» та «Терд Ланарк».
Завершив ігрову кар'єру у команді «Рейт Роверс», за яку виступав протягом 1965—1968 років.

## Виступи за збірну
1948 року дебютував в офіційних матчах у складі національної збірної Шотландії. Протягом кар'єри у національній команді провів у її формі 48 матчів.
Був присутній в заявці збірної на чемпіонаті світу 1954 року у Швейцарії, але на поле не виходив. 
У складі збірної був учасником чемпіонату світу 1958 року у Швеції, де зіграв з Югославією (1-1), Парагваєм (2-3) і Францією (1-2).

## Кар'єра тренера
Розпочав тренерську кар'єру, ще продовжуючи грати на полі, 1961 року, очоливши тренерський штаб клубу «Ньюпорт Каунті».
Останнім місцем тренерської роботи був клуб «Терд Ланарк», головним тренером команди якого Боббі Еванс був з 1964 по 1965 рік.
Помер 1 вересня 2001 року на 75-му році життя від пневмонії в місті Ейрдрі, після того, як кілька років хворів на деменцію та хвороби Паркінсона.

## Титули та досягнення
- Чемпіон Шотландії: (1):

«Селтік»: 1953-1954
- Володар кубка Шотландії (2):

«Селтік»: 1951, 1954
- Володар кубка Ліги (2):

«Селтік»: 1957, 1958